# Ylber Sefa
Ylber Sefa (Tirana, 15 februari 1991) is een Albanees wielrenner.

## Carrière
In 2017 werd Sefa nationaal kampioen op de weg, voor Redi Halilaj en Besmir Banushi. Eerder die maand was hij al vijftiende geworden in Dwars door de Vlaamse Ardennen. In 2019 won hij de eerste etappe in de Ronde van Albanië door het peloton 22 seconden voor te blijven. De leiderstrui die hij daaraan overhield raakte hij in de vierde etappe kwijt aan Filippo Fiorelli, de latere eindwinnaar. Hij maakte voor het seizoen 2022 de overstap naar de amateurreeksen en ging rijden voor Vetrapo B-Close Cycling Team. In 2022 behaalde hij zijn zesde nationale titel op rij in de wegwedstrijd en zijn vierde op rij in het tijdrijden. Hij won dat jaar eveneens de eerste en vijfde etappe in de Ronde van Albanië, waar hij eveneens het eind- en puntenklassement op zijn naam wist te schrijven.
Na twee jaar verliet hij de ploeg en tekende hij bij KD Bikes Cycling Team.

## Overwinningen
2017
 Albanees kampioen op de weg, Elite
2018
 Albanees kampioen op de weg, Elite
2019
1e etappe Ronde van Albanië
 Albanees kampioen tijdrijden, Elite
 Albanees kampioen op de weg, Elite
2020
 Albanees kampioen tijdrijden, Elite
 Albanees kampioen op de weg, Elite
2021
 Albanees kampioen tijdrijden, Elite
 Albanees kampioen op de weg, Elite
2022
1e en 5e etappe Ronde van Albanië
Punten- en eindklassement Ronde van Albanië
 Albanees kampioen tijdrijden, Elite
 Albanees kampioen op de weg, Elite

## Resultaten in voornaamste wedstrijden
|      | \| Jaar \| \| WK op de weg \| \| ---- \| \| ------------ \| \| 2021 \| \| opgave \| |              |
| Jaar |                                                                                     | WK op de weg |
| 2021 |                                                                                     | opgave       |

## Ploegen
- 2015 –  Asfra Racing Team
- 2016 –  Asfra Racing Team
- 2017 –  Asfra Racing Team Oudenaarde
- 2018 –  Tarteletto-Isorex
- 2019 –  Tarteletto-Isorex
- 2020 –  Tarteletto-Isorex
- 2021 –  Tarteletto-Isorex
- 2022 –  Vetrapo B-Close Cycling Team
- 2023 –  Vetrapo B-Close Cycling Team
- 2024 –  KD Bikes Cycling Team
- 2025 –  KD Bikes-Doltcini CT

Boucher · Boussaer · Brayan-Lund · Cant · De Groote · De Jonghe · De Rooze · Leigh · Maes · Mannaerts · Ruijgh · Scheire · Sefa · A. Stockman · M. Stockman · Torres · Tzortzakis · Verhelst